# (19398) Creedence
(19398) Creedence – planetoida z grupy pasa głównego asteroid okrążająca Słońce w ciągu 3 lat i 190 dni w średniej odległości 2,32 j.a. Została odkryta 2 marca 1998 roku w obserwatorium w Sormano przez Piero Sicoliego i Pierangelo Ghezziego. Nazwa planetoidy pochodzi od Creedence Clearwater Revival (CCR lub Creedence), amerykańskiego zespołu rockowego. Przed nadaniem nazwy planetoida nosiła oznaczenie tymczasowe (19398) 1998 EM8.